# Jerzy I (patriarcha Wschodu)
Jerzy I (syr. Giwargis; zm. 680) – Katolikos-Patriarcha Wschodu oraz metropolita Margi; uczeń Iszujaba III.

## Życiorys
Jerzy urodził się w Kafrze (syr. Kaphrẚ), w Bet Geuaji, dystrykcie Bet Garmaj. Jego rodzice byli bogatymi ziemianami, posiadającymi dwie farmy w pobliżu konwentu Bet Abe. Jako zarządca majątków wszedł w bliski kontakt z mnichami i ostatecznie do nich dołączył. Przypuszczalnie otrzymał tonsurę zanim głową zakonu został raban Kamiszu. Po śmierci ojca darował wieś Bet Habba zakonowi. Dostrzeżony przez ówczesnego patriarchę Adiabeny Iszujaba został jego uczniem. Kiedy Iszujab został patriarchą promował Jerzego na metropolitę Margi (syr. Hẻdhayabh); po śmierci tego pierwszego Jerzy zastąpił go na stolcu patriarszym. Wedle Tomasza z Margi ostatnimi słowami umierającego Iszujaba III miały być "[...] wydaje mi się, że spośród wszystkich mi współczesnych Jerzy powinien zostać katolikosem", co wywołało zatarg pomiędzy przyszłym Jerzym I a innym Jerzym, metropolitą Nisibisu – ten ostatni uważał, iż słowa zmarłego dotyczyły jego.
Był autorem kilku homilii, hymnów oraz kanonów.